# El Har Ihira
El Har Ihira (también escrito El Harihira) es un pueblo en la comuna de Sidi Slimane, en el distrito de Megarine en la provincia de Ouargla, Argelia. El pueblo está ubicado 7 kilómetros al suroeste de Sidi Slimane y 15 kilómetos al norte de Touggourt.